# Colleen Fletcher
Colleen Margaret Fletcher (née Dalton, le 23 novembre 1954) est une femme politique du parti travailliste anglais. Elle est députée pour Coventry Nord-Est de 2015 à 2024.

## Biographie
Fille du conseiller du travail de Coventry, Dot Dalton, Fletcher est née et étudie dans la circonscription qu'elle représente. Elle fréquente l'école primaire Richard Lee, la Lyng Hall Comprehensive School et le Henley College. Elle est élue pour la première fois au conseil municipal de Coventry lors de l'élection partielle de Wyken, qui a suivi le décès de sa mère en 1992, avant de perdre son siège en 2004. Elle est réélue dans le quartier voisin d'Upper Stoke en 2011 et démissionne en 2015 pour être élue députée.
Elle épouse Ian Fletcher en 1972; le couple a deux fils.